# Elecciones municipales de 2023 en Cantabria
Las elecciones municipales de 2023 en Cantabria se celebraron el domingo 28 de mayo, de acuerdo con el Real Decreto de convocatoria de elecciones locales en España dispuesto el 3 de abril de 2023 y publicado en el Boletín Oficial del Estado el 4 de abril. Se eligieron los concejales de los 102 ayuntamientos de Cantabria, así como los alcaldes en el caso de los municipios con concejo abierto
Los concejales de los ayuntamientos son elegidos a través de un sistema proporcional (con reparto d'Hondt), con listas cerradas y un umbral electoral del 5 %. Los alcaldes de municipios en régimen de concejo abierto son elegidos mediante un sistema mayoritario.
Estas elecciones fueron celebradas de forma paralela con las Elecciones al Parlamento de Cantabria de 2023.

## Demografía electoral
| Censo electoral | 585 222 | Municipios de Cantabria, la circunscripción electoral. |
| Votantes        | 469 769 | Municipios de Cantabria, la circunscripción electoral. |
| Participación   | 330 722 | Municipios de Cantabria, la circunscripción electoral. |
| Votos válidos   | 324 721 | Municipios de Cantabria, la circunscripción electoral. |
| Votos en blanco | 5021    | Municipios de Cantabria, la circunscripción electoral. |
| Votos nulos     | 6001    | Municipios de Cantabria, la circunscripción electoral. |
| Municipios      | 102     | Municipios de Cantabria, la circunscripción electoral. |

## Jornada electoral
La jornada electoral comenzó a las 8:00 de la mañana con la constitución de las 831 mesas electorales en sus sedes por parte de los presidentes de mesa, vocales y suplentes, la presentación de los interventores de los partidos políticos y la constatación de la presencia de todos los elementos necesarios para la votación. Tras levantarse el acta de constitución de mesa, a las 8:30 horas, los colegios electorales abrieron sus puertas a las 9:00 de la mañana para que los ciudadanos inscritos en ellos comenzaran a votar.

### Participación
A lo largo de la jornada se dieron a conocer los datos de participación en las elecciones en dos ocasiones, así como la participación final. La participación comenzó siendo algo superior a las pasadas elecciones y se mantuvo estable tras el segundo avance de participación. La cual acabó descendiendo casi medio punto respecto a las pasadas elecciones.
|  | 40,73 % |

|  | 38,66 % |

|  | 57,31 % |

|  | 57,08 % |

|  | 70,39 % |

|  | 70,77 % |

## Resultados electorales

### Resultados globales
| Elecciones municipales de 2023 en Cantabria | Elecciones municipales de 2023 en Cantabria | Elecciones municipales de 2023 en Cantabria | Elecciones municipales de 2023 en Cantabria | Elecciones municipales de 2023 en Cantabria | Elecciones municipales de 2023 en Cantabria |
| Partido                                     | Partido                                     | Votos                                       | Variación                                   | Porcentaje (%)                              | Concejales                                  |
| ------------------------------------------- | ------------------------------------------- | ------------------------------------------- | ------------------------------------------- | ------------------------------------------- | ------------------------------------------- |
|                                             | Partido Popular de Cantabria                | 112 422                                     | 6,62 %                                      | 34,62 %                                     | 407                                         |
|                                             | Partido Socialista de Cantabria-PSOE        | 73 322                                      | 1,31 %                                      | 22,57 %                                     | 199                                         |
|                                             | Partido Regionalista de Cantabria           | 59 616                                      | 6,55 %                                      | 18,35 %                                     | 293                                         |
|                                             | Vox                                         | 23 613                                      | 5,06 %                                      | 7,27 %                                      | 29                                          |
|                                             | Podemos-IU                                  | 12 774                                      | 1,2 %                                       | 3,93 %                                      | 8                                           |
|                                             | Ciudadanos                                  | 12 652                                      | 2,31 %                                      | 3,89 %                                      | 17                                          |

### Resultados en los principales municipios
A continuación aparecen las candidaturas con representantes electos en los municipios cántabros de mayor población.
| Municipio                      | Municipio                                                             | Candidaturas (cabeza de lista)                                                                     | Candidaturas (cabeza de lista)                                  | % Voto         | Votos          | Variación votos | Concejales     | Variación concejales |
| ------------------------------ | --------------------------------------------------------------------- | -------------------------------------------------------------------------------------------------- | --------------------------------------------------------------- | -------------- | -------------- | --------------- | -------------- | -------------------- |
|                                | Santander Población: 172 765 (2022) Censo electoral: 135 625          | | Partido Popular (Gema Igual Ortiz)                              | 43,40          | 37 773         | 6476            | 14             | 3                    |
|                                | Santander Población: 172 765 (2022) Censo electoral: 135 625          | Partido Socialista Obrero Español (Daniel Fernández Gómez)                                         | 20,84                                                           | 18 141         | 2582           | 6               | 1              |                      |
|                                | Santander Población: 172 765 (2022) Censo electoral: 135 625          | Vox (Emilio Jesús del Valle Rodríguez)                                                             | 12,20                                                           | 10 621         | 5906           | 3               | 2              |                      |
|                                | Santander Población: 172 765 (2022) Censo electoral: 135 625          | Partido Regionalista de Cantabria (Felipe Piña García)                                             | 11,05                                                           | 9621           | 7306           | 3               | 2              |                      |
|                                | Santander Población: 172 765 (2022) Censo electoral: 135 625          | Izquierda Unida-Podemos (Keruin Polín Martínez Vargas)                                             | 5,28                                                            | 4604           | 4604           | 1               | Sin cambios    |                      |
|                                | Santander Población: 172 765 (2022) Censo electoral: 135 625          | Ciudadanos-Partido de la Ciudadanía (Francisco Javier Cerruti García de Lago)                      | 2,35                                                            | 2046           | 5727           | 0               | 2              |                      |
|                                | Santander Población: 172 765 (2022) Censo electoral: 135 625          | Cantabristas (Manuel Núñez Gómez)                                                                  | 1,80                                                            | 1573           | 1573           | 0               | Sin cambios    |                      |
|                                | Santander Población: 172 765 (2022) Censo electoral: 135 625          | Verdes Equo (EQUO) (Gabriel Moreno Campo)                                                          | 0,65                                                            | 571            | 571            | 0               | Sin cambios    |                      |
|                                | Santander Población: 172 765 (2022) Censo electoral: 135 625          | Ola Cantabria (Luis Fernando Dou Pesquera)                                                         | 0,30                                                            | 265            | 142            | 0               | Sin cambios    |                      |
|                                | Santander Población: 172 765 (2022) Censo electoral: 135 625          | Cantabria Distinta (Sinforiano Bezanilla Bolado)                                                   | 0,29                                                            | 258            | 258            | 0               | Sin cambios    |                      |
|                                | Santander Población: 172 765 (2022) Censo electoral: 135 625          | Partido Comunista de los Trabajadores de España (PCTE) (Juan Ramón Soriano Salinas)                | 0,20                                                            | 176            | 176            | 0               | Sin cambios    |                      |
|                                |                                                                       | |                                                                 |                |                |                 |                |                      |
|                                | Torrelavega Población: 51 142 (2022) Censo electoral: 40 957          | | Partido Popular de Cantabria (Miguel Ángel Vargas San Emeterio) | 25,56          | 6918           | 2443            | 7              | 3                    |
|                                | Torrelavega Población: 51 142 (2022) Censo electoral: 40 957          | Partido Regionalista de Cantabria (Javier López Estrada)                                           | 22,91                                                           | 6200           | 1353           | 6               | 2              |                      |
|                                | Torrelavega Población: 51 142 (2022) Censo electoral: 40 957          | Partido Socialista de Cantabria (José Luis Urraca Casal)                                           | 22,55                                                           | 6103           | 1232           | 6               | 2              |                      |
|                                | Torrelavega Población: 51 142 (2022) Censo electoral: 40 957          | Vox (Roberto García Corona)                                                                        | 8,23                                                            | 2228           | 791            | 2               | 1              |                      |
|                                | Torrelavega Población: 51 142 (2022) Censo electoral: 40 957          | Torrelavega Sí (Blanca Rosa Gómez Morante)                                                         | 7,96                                                            | 2156           | 411            | 2               | 1              |                      |
|                                | Torrelavega Población: 51 142 (2022) Censo electoral: 40 957          | Izquierda Unida-Podemos (Borja Peláez Gutiérrez)                                                   | 6,71                                                            | 1818           | 845            | 2               | 2              |                      |
|                                | Torrelavega Población: 51 142 (2022) Censo electoral: 40 957          | Ciudadanos-Partido de la Ciudadanía (Julio César Ricciardiello Llamosas)                           | 4,19                                                            | 1136           | 620            | 0               | 1              |                      |
|                                |                                                                       | |                                                                 |                |                |                 |                |                      |
|                                | Castro-Urdiales Población: 33 109 (2022) Censo electoral: 25 309      | | Partido Socialista Obrero Español (Susana Herrán Martín)        | 32,44          | 4915           | 933             | 7              | 1                    |
|                                | Castro-Urdiales Población: 33 109 (2022) Censo electoral: 25 309      | Partido Popular (Cristian Antuñano Sarmiento)                                                      | 17,68                                                           | 2678           | 769            | 4               | 1              |                      |
|                                | Castro-Urdiales Población: 33 109 (2022) Censo electoral: 25 309      | CastroVerde (Elena García Lafuente)                                                                | 16,64                                                           | 2521           | 258            | 4               | 1              |                      |
|                                | Castro-Urdiales Población: 33 109 (2022) Censo electoral: 25 309      | Partido Regionalista de Cantabria (Jesús Fernando Gutiérrez Castro)                                | 12,24                                                           | 1854           | 1795           | 3               | 3              |                      |
|                                | Castro-Urdiales Población: 33 109 (2022) Censo electoral: 25 309      | Ciudadanos-Partido de la Ciudadanía (José María Liendo Cobo)                                       | 6,84                                                            | 1037           | 138            | 1               | 1              |                      |
|                                | Castro-Urdiales Población: 33 109 (2022) Censo electoral: 25 309      | Podemos-Izquierda Unida (Alberto Martínez Portillo)                                                | 6,41                                                            | 972            | 99             | 1               | Sin cambios    |                      |
|                                | Castro-Urdiales Población: 33 109 (2022) Censo electoral: 25 309      | Vox (Agustín Fernández Martínez)                                                                   | 6,28                                                            | 952            | 450            | 1               | 1              |                      |
|                                |                                                                       | |                                                                 |                |                |                 |                |                      |
|                                | Camargo Población: 30 374 (2022) Censo electoral: 24 270              | | Partido Popular (Diego Movellán Lombilla)                       | 42,27          | 6985           | 2587            | 10             | 4                    |
|                                | Camargo Población: 30 374 (2022) Censo electoral: 24 270              | Partido Socialista Obrero Español (Esther Bolado Somavilla)                                        | 34,23                                                           | 5657           | 559            | 8               | Sin cambios    |                      |
|                                | Camargo Población: 30 374 (2022) Censo electoral: 24 270              | Vox (Javier Barrón Serrano)                                                                        | 7,74                                                            | 1280           | 498            | 2               | 2              |                      |
|                                | Camargo Población: 30 374 (2022) Censo electoral: 24 270              | Partido Regionalista de Cantabria (Eugenio Gómez Álvarez (Kukis))                                  | 7,15                                                            | 1182           | 1388           | 1               | 3              |                      |
|                                | Camargo Población: 30 374 (2022) Censo electoral: 24 270              | Izquierda Unida-Podemos (Fernando Agúndez de la Cruz)                                              | 3,72                                                            | 615            | 656            | 0               | Sin cambios    |                      |
|                                | Camargo Población: 30 374 (2022) Censo electoral: 24 270              | Ciudadanos-Partido de la Ciudadanía (Miguel Ángel Laso Castañera)                                  | 3,09                                                            | 511            | 1384           | 0               | 3              |                      |
|                                |                                                                       | |                                                                 |                |                |                 |                |                      |
|                                | Piélagos Población: 26 279 (2022) Censo electoral: 20 241             | | Partido Popular (Carlos Alberto Caramés Luengo)                 | 52,73          | 7436           | 2684            | 13             | 4                    |
|                                | Piélagos Población: 26 279 (2022) Censo electoral: 20 241             | Partido Socialista Obrero Español (Verónica Samperio Mazorra)                                      | 20,60                                                           | 2906           | 523            | 5               | 1              |                      |
|                                | Piélagos Población: 26 279 (2022) Censo electoral: 20 241             | Alternativa Vecinal Independiente (@VIP) (Luis Antonio Sañudo Gómez)                               | 7,02                                                            | 991            | 5              | 1               | 1              |                      |
|                                | Piélagos Población: 26 279 (2022) Censo electoral: 20 241             | Vox (Francisco Manuel Gutiérrez Calderón)                                                          | 6,89                                                            | 972            | 449            | 1               | 1              |                      |
|                                | Piélagos Población: 26 279 (2022) Censo electoral: 20 241             | Partido Regionalista de Cantabria (Alfredo Rodríguez Otero)                                        | 5,10                                                            | 720            | 937            | 1               | 2              |                      |
|                                | Piélagos Población: 26 279 (2022) Censo electoral: 20 241             | Podemos-Izquierda Unida (Rubén Madrazo Muela)                                                      | 4,73                                                            | 667            | 225            | 0               | Sin cambios    |                      |
|                                | Piélagos Población: 26 279 (2022) Censo electoral: 20 241             | Ciudadanos-Partido de la Ciudadanía (Alberto Cruz Miguel)                                          | 1,21                                                            | 171            | 689            | 0               | 1              |                      |
|                                |                                                                       | |                                                                 |                |                |                 |                |                      |
|                                | El Astillero Población: 18 153 (2022) Censo electoral: 14 268         | | Ciudadanos-Partido de la Ciudadanía (Javier Fernández Soberón)  | 70,19          | 7226           | 4658            | 15             | 10                   |
|                                | El Astillero Población: 18 153 (2022) Censo electoral: 14 268         | Partido Popular (José Antonio García Gómez)                                                        | Por determinar                                                  | Por determinar | Por determinar | Por determinar  | Por determinar |                      |
|                                | El Astillero Población: 18 153 (2022) Censo electoral: 14 268         | Partido Socialista Obrero Español (Judit Pérez Ezquerra)                                           | Por determinar                                                  | Por determinar | Por determinar | Por determinar  | Por determinar |                      |
|                                | El Astillero Población: 18 153 (2022) Censo electoral: 14 268         | Vox (María Loreto Maneiro Chinchurreta)                                                            | Por determinar                                                  | Por determinar | Por determinar | Por determinar  | Por determinar |                      |
|                                | El Astillero Población: 18 153 (2022) Censo electoral: 14 268         | UCIN de El Astillero (UCIN) (Consuelo Castañeda Ruiz)                                              | Por determinar                                                  | Por determinar | Por determinar | Por determinar  | Por determinar |                      |
|                                | El Astillero Población: 18 153 (2022) Censo electoral: 14 268         | Partido Regionalista de Cantabria (Francisco Ortiz Uriarte)                                        | Por determinar                                                  | Por determinar | Por determinar | Por determinar  | Por determinar |                      |
|                                | El Astillero Población: 18 153 (2022) Censo electoral: 14 268         | Vecinos y Vecinas por Astillero y Guarnizo (VPAG) (Raúl Magni Hontañón)                            | Por determinar                                                  | Por determinar | Por determinar | Por determinar  | Por determinar |                      |
|                                | El Astillero Población: 18 153 (2022) Censo electoral: 14 268         | Podemos-Izquierda Unida (María Leticia Martínez Osaba)                                             | Por determinar                                                  | Por determinar | Por determinar | Por determinar  | Por determinar |                      |
|                                |                                                                       | |                                                                 |                |                |                 |                |                      |
|                                | Santa Cruz de Bezana Población: 13 482 (2022) Censo electoral: 10 824 | | Partido Socialista Obrero Español (Alberto García Onandia)      | Por determinar | Por determinar | Por determinar  | Por determinar | Por determinar       |
|                                | Santa Cruz de Bezana Población: 13 482 (2022) Censo electoral: 10 824 | Agrupación de Vecinos Independiente de Santa Cruz de Bezana (ADVI) (María Milagro Bárcena Velasco) | Por determinar                                                  | Por determinar | Por determinar | Por determinar  | Por determinar |                      |
|                                | Santa Cruz de Bezana Población: 13 482 (2022) Censo electoral: 10 824 | Partido Popular (María Cármen Pérez Tejedor)                                                       | Por determinar                                                  | Por determinar | Por determinar | Por determinar  | Por determinar |                      |
|                                | Santa Cruz de Bezana Población: 13 482 (2022) Censo electoral: 10 824 | Partido Regionalista de Cantabria (Manuel Pérez Marañón)                                           | Por determinar                                                  | Por determinar | Por determinar | Por determinar  | Por determinar |                      |
|                                | Santa Cruz de Bezana Población: 13 482 (2022) Censo electoral: 10 824 | Vox (Manuela Bolado Alcalde)                                                                       | Por determinar                                                  | Por determinar | Por determinar | Por determinar  | Por determinar |                      |
|                                | Santa Cruz de Bezana Población: 13 482 (2022) Censo electoral: 10 824 | Podemos-Izquierda Unida (Javier San Martín Castaño)                                                | Por determinar                                                  | Por determinar | Por determinar | Por determinar  | Por determinar |                      |
|                                |                                                                       | |                                                                 |                |                |                 |                |                      |
|                                | Laredo Población: 10 967 (2022) Censo electoral: 9056                 | | Partido Popular (Miguel González González)                      | Por determinar | Por determinar | Por determinar  | Por determinar | Por determinar       |
|                                | Laredo Población: 10 967 (2022) Censo electoral: 9056                 | Izquierda Unida-Podemos (Alejandro Abad Martínez)                                                  | Por determinar                                                  | Por determinar | Por determinar | Por determinar  | Por determinar |                      |
|                                | Laredo Población: 10 967 (2022) Censo electoral: 9056                 | Ola Cantabria (Laura Recio Fresnedo)                                                               | Por determinar                                                  | Por determinar | Por determinar | Por determinar  | Por determinar |                      |
|                                | Laredo Población: 10 967 (2022) Censo electoral: 9056                 | Unidos x Laredo (UxL) (Ramón Francisco Arenas San Martín)                                          | Por determinar                                                  | Por determinar | Por determinar | Por determinar  | Por determinar |                      |
|                                | Laredo Población: 10 967 (2022) Censo electoral: 9056                 | Partido Socialista Obrero Español (María Rosario Losa Martínez (Charo))                            | Por determinar                                                  | Por determinar | Por determinar | Por determinar  | Por determinar |                      |
|                                | Laredo Población: 10 967 (2022) Censo electoral: 9056                 | Vox (Daniel Álvarez Ibáñez)                                                                        | Por determinar                                                  | Por determinar | Por determinar | Por determinar  | Por determinar |                      |
|                                | Laredo Población: 10 967 (2022) Censo electoral: 9056                 | Partido Regionalista de Cantabria (Pedro Diego Hoyo)                                               | Por determinar                                                  | Por determinar | Por determinar | Por determinar  | Por determinar |                      |
|                                | Laredo Población: 10 967 (2022) Censo electoral: 9056                 | Hacemos Laredo (Juan Ramón López Revuelta)                                                         | Por determinar                                                  | Por determinar | Por determinar | Por determinar  | Por determinar |                      |
|                                |                                                                       | |                                                                 |                |                |                 |                |                      |
|                                | Santoña Población: 10 857 (2022) Censo electoral: 8770                | | Partido Popular de Cantabria (Ricardo Fernández Martínez)       | Por determinar | Por determinar | Por determinar  | Por determinar | Por determinar       |
|                                | Santoña Población: 10 857 (2022) Censo electoral: 8770                | Partido Santoñeses (SÑS) (Jesús Gullart Fernández)                                                 | Por determinar                                                  | Por determinar | Por determinar | Por determinar  | Por determinar |                      |
|                                | Santoña Población: 10 857 (2022) Censo electoral: 8770                | Izquierda Unida-Podemos (Alberto Ortiz Medina)                                                     | Por determinar                                                  | Por determinar | Por determinar | Por determinar  | Por determinar |                      |
|                                | Santoña Población: 10 857 (2022) Censo electoral: 8770                | Partido Socialista de Cantabria (Sergio Abascal Azofra)                                            | Por determinar                                                  | Por determinar | Por determinar | Por determinar  | Por determinar |                      |
|                                | Santoña Población: 10 857 (2022) Censo electoral: 8770                | Vox (Salvador Sarabia Sainz)                                                                       | Por determinar                                                  | Por determinar | Por determinar | Por determinar  | Por determinar |                      |
|                                | Santoña Población: 10 857 (2022) Censo electoral: 8770                | Partido Regionalista de Cantabria (Ismael Monje Arisqueta)                                         | Por determinar                                                  | Por determinar | Por determinar | Por determinar  | Por determinar |                      |
|                                |                                                                       | |                                                                 |                |                |                 |                |                      |
|                                | Los Corrales de Buelna Población: 10 742 (2022) Censo electoral: 8674 | | Partido Popular de Cantabria (Julio Arranz Ochoa)               | 32,86          | 1953           | 657             | 6              | 2                    |
|                                | Los Corrales de Buelna Población: 10 742 (2022) Censo electoral: 8674 | Partido Socialista de Cantabria (Josefa González Fernández)                                        | 26,70                                                           | 1587           | 352            | 5               | 1              |                      |
|                                | Los Corrales de Buelna Población: 10 742 (2022) Censo electoral: 8674 | Partido Regionalista de Cantabria (Luis Ignacio Argumosa Abascal)                                  | 16,46                                                           | 978            | 586            | 3               | 2              |                      |
|                                | Los Corrales de Buelna Población: 10 742 (2022) Censo electoral: 8674 | Vox (José Joaquín Bengochea Seco)                                                                  | 12,52                                                           | 744            | 153            | 2               | 1              |                      |
|                                | Los Corrales de Buelna Población: 10 742 (2022) Censo electoral: 8674 | Izquierda Unida (Elsa María Salas González)                                                        | 9,69                                                            | 576            | 26             | 1               | Sin cambios    |                      |
| Fuente: Ministerio de Interior |                                                                       | |                                                                 |                |                |                 |                |                      |

Los candidatos, así como las candidaturas proclamadas, han sido extraídas del BOC (Boletín Oficial de Cantabria):